# 霞喀羅事件
霞喀羅事件，或稱霞喀羅戰役，是發生於日治台灣的一系列原住民武裝衝突事件。發生地點位於今新竹縣尖石鄉，主因為台灣總督佐久間左馬太於1910至1914年（明治43年至大正3年）所實施的五年理蕃計畫，對於台灣北部山區原住民進行數次的武力掃蕩、沒收武器及限縮活動範圍等高壓措施，引發當地原住民的不滿，再加上原住民各部落間舊有的仇恨與矛盾，因而導致一連串的暴力衝突。霞喀羅即清代文獻的石加祿，亦曾在開山撫番之際和林朝棟率領的清軍衝突，《淡新檔案》記載「石加祿之番只知有威，而不知有恩也」。
自1913年（大正2年）總督佐久間左馬太親自率軍剿討泰雅族基那吉群為始，至1926年（大正15年）埋石之盟為止，在長達13年的原住民武裝抗日活動中，日本方面透過各種手段，如軍警武力鎮壓、懷柔招安、以蕃制蕃、強制移居、修築警備道路，以及新竹州知事古木章光於各原民部落間的居中調停下，才使事件逐漸告終。

## 附註
1. 1 2  霞喀羅戰役 （页面存档备份，存于），台灣：教育部、行政院原住民族委員會。
2. ↑  . 台灣: 行政院農委會林務局. : 第106–124.
3. 1 2  《霞喀羅國家森林步道人文史蹟調查與解說》，第29－36頁，台灣：行政院農委會林務局